# 小湊鉄道木更津営業所
小湊鉄道木更津営業所（こみなとてつどうきさらづえいぎょうしょ）は、千葉県木更津市潮浜に位置する小湊鉄道バス部の営業所。
2018年（平成30年）6月1日に小湊鉄道塩田営業所木更津車庫を分離・独立させたことで「木更津営業所」として発足した営業所で、主に千葉県木更津市・袖ケ浦市の路線を担当している。

## 沿革
主に千葉県千葉市全域などを管轄する小湊鉄道塩田営業所の傘下である「木更津車庫」として発足した。昭和末期までは周辺地域の路線を少数ながら管轄していたが、1997年（平成9年）の東京湾アクアライン開通によって多数の高速バスを管轄するようになり、2018年（平成30年）6月に塩田営業所から独立、「木更津営業所」となった。それによって車両の登録番号が千葉ナンバーから「袖ヶ浦ナンバー」へ変更された。なお、木更津地区の一般路線では2011年（平成23年）1月22日より交通系ICカード「PASMO」が導入されたが、高速バスについては一般路線より早い2010年（平成22年）6月19日より木更津 - 新宿線に導入された。その後、共同運行会社である日東交通が導入したことで、2015年（平成27年）から2016年（平成28年）にかけて木更津駅発着路線の全線に導入され、これによって小湊鉄道の高速バス全線で導入が完了している。

### 年表
- 終戦後

月日不明 - 小湊鉄道塩田営業所木更津車庫として発足。
- 1997年（平成9年）

12月19日 - 東京湾アクアライン開通によって高速バスの管轄を開始する。
- 1999年（平成11年）

月日不明 - 車庫の所在地を木更津市中里から現在地の潮浜へ移転。
- 2018年（平成30年）

6月1日 - 塩田営業所木更津車庫を分離・独立させて「木更津営業所」となる。それにともない、車両のナンバー登録を千葉ナンバーから袖ヶ浦ナンバーに変更。

## 現行路線（路線バス）
系統番号については実際の車両には表示されない。【】内は共同運行会社である。

### 一般路線
清見台団地方面
- 木01：木更津駅東口 - 駅前通り - 畳ヶ池 - 市営球場入口 - 清見台組合事務所 - 高専前 - 清見台団地【日東交通】
- 木02：木更津駅東口 - 駅前通り - 太田 - 清見台組合事務所 - 高専裏 - 祇園小前 - 清見台団地【日東交通】
- 木31：木更津駅西口 - 中央一丁目 - 新宿町 - 木更津市役所朝日庁舎 - 市営球場入口 - 清見台組合事務所 - 高専前 - 清見台団地【日東交通】

木更津駅から東部の清見台団地方面へ向かう路線群で、木01・31は木更津高専への通学路線としても運行される。日東交通との共同運行路線だがこの路線における共通回数券は発行されておらず、日東交通が発行した回数券との共通利用は不可能である。
巖根駅方面
- 木24：木更津駅西口 - 東高前 - 畳ヶ池 - 西山 - 高柳三角 - 住吉四角 - 高柳 - 巌根農協 - 巌根駅

木更津駅から北上し、高柳地区を反時計回りに周回してから巌根駅方面へ向かう遠回り経路の路線である。実際は巌根駅を経由する循環路線だったが、2016年（平成28年）7月1日のダイヤ改正によって大多数の便を巌根駅止まりに変更し、循環運行する便は土曜・休日の1便となっていた。その後、循環路線は2017年（平成29年）4月1日に廃止され、巌根駅折返し便についても2020年（令和2年）3月1日のダイヤ改正で土曜・休日の運行が廃止された。なお、かつて運行されていた航空隊前発着の区間便は2010年（平成22年）1月16日に廃止されている。
三井アウトレットパーク方面
- 木40：木更津駅西口 - 中央一丁目 - 航空隊前 - 江川 - 金田中学校 - 金田中島 - キサラピア - 三井アウトレットパーク
- 木41：木更津駅西口 - 中央一丁目 - 航空隊前 - 江川 - 金田中学校 - 中島郵便局 - 金田東四丁目 - 三井アウトレットパーク
- 木42：巌根駅 - 自衛隊前 - 江川 - 金田中学校 - 金田中島 - キサラピア - 三井アウトレットパーク
- 木43：袖ケ浦駅北口 - 大袖橋 - 中野 - 金田中島東 - 金田東四丁目 - 三井アウトレットパーク
- 木44：木更津駅西口 - 中央一丁目 - 航空隊前 - 江川 - 自衛隊前 - 巌根駅 - 巌根農協 - 高柳 - 小櫃橋 - 中野 - 金田中島東 - 金田東四丁目 - 三井アウトレットパーク

2012年（平成24年）4月11日のダイヤ改正で金田発着から三井アウトレットパーク発着へ変更、一部区間で経路変更が実施され、木43が新設された。2014年（平成26年）10月22日に木43が袖ケ浦駅北口発着へ変更され、2016年（平成28年）7月1日には一部便がキサラピアまで延伸された。2017年（平成29年）5月20日のダイヤ改正で航空隊前 - 江川間の経路が旧道経由から新道（バイパス）経由へ変更された。なお、キサラピア発着便は2019年（令和元年）12月1日に更新された公式路線図に掲載されておらず、同日以前に廃止されたと思われるが公式発表は無い。
- 木52：木更津駅西口 - 中央一丁目 - 航空隊前 - 江川 - 金田中学校 - 金田中島 - キサラピア - 三井アウトレットパーク - 金田東四丁目 - 金田中島東 - 中野 - 大袖橋 - 袖ヶ浦駅北口
- 木53：木更津駅西口 → 中央一丁目 → 航空隊前 → 江川 → コストコ木更津 → 木更津金田バスターミナル → 中島郵便局 → 金田東四丁目 → 三井アウトレットパーク → 金田中島東 → 中野 → 大袖橋 → 袖ケ浦駅北口

2020年（令和2年）10月1日に新設された。

### シャトルバス

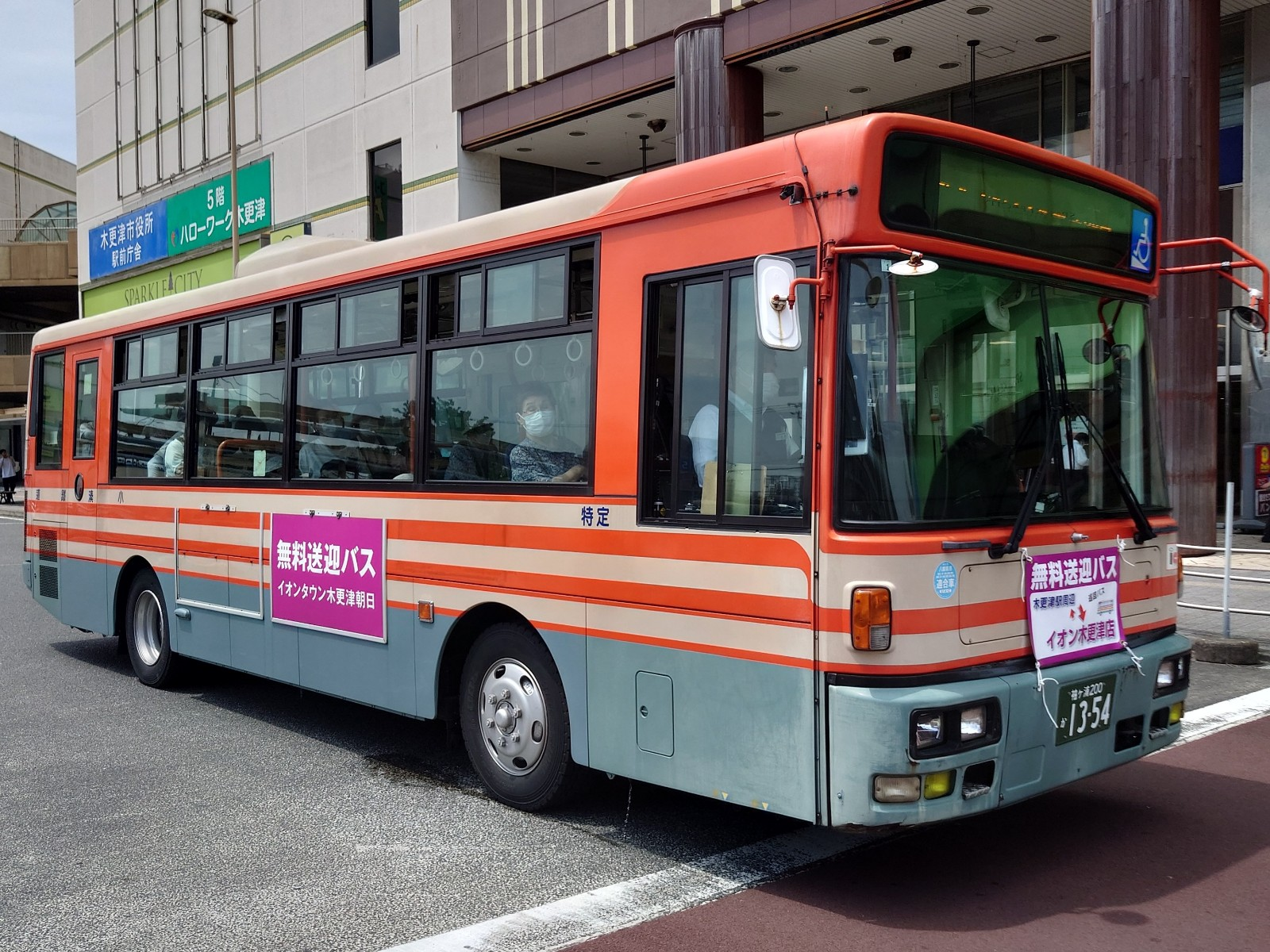
イオンタウン木更津朝日へのシャトルバス

- イオンタウン木更津朝日お買い物無料シャトルバス

イオンタウン木更津朝日 → 法務局前 →木更津駅東口 → 木更津高校前 → 裁判所前 → 木更津駅西口 → イオンタウン木更津朝日

## 現行路線（高速バス）
【】内は共同運行会社。 
- 木更津駅東口 - 袖ケ浦バスターミナル - 木更津金田バスターミナル - 羽田空港【京浜急行バス・日東交通】
- 木更津駅東口 - 袖ケ浦バスターミナル - 浮島バスターミナル - 川崎駅【川崎鶴見臨港バス・日東交通[注 1]】
- 木更津駅東口 - 袖ケ浦バスターミナル - 品川駅東口【京浜急行バス・日東交通】
- 木更津駅西口 - 袖ケ浦バスターミナル - バスタ新宿・新宿駅西口【小田急ハイウェイバス】
- 木更津駅西口 - 袖ケ浦バスターミナル - 渋谷駅（マークシティ）【東急トランセ[注 2]】
- 木更津駅西口 - 木更津金田バスターミナル - 市原バスターミナル - 成田空港（運休中）
- 三井アウトレットパーク - 品川駅東口
- 三井アウトレットパーク - 川崎駅【川崎鶴見臨港バス】
- 三井アウトレットパーク - 横浜駅東口【京浜急行バス】
- 三井アウトレットパーク - 新宿駅西口 【小田急ハイウェイバス】
- 三井アウトレットパーク - 池袋駅東口（土休日のみ）
- 三井アウトレットパーク - 渋谷駅（マークシティ）
- 木更津駅東口 - 袖ケ浦バスターミナル - 横浜駅東口【京浜急行バス・日東交通】
- 長浦駅北口 - 袖ケ浦駅南口 - 袖ケ浦バスターミナル - 品川駅東口【京浜急行バス・日東交通】

## 廃止・移管路線
停留所表記はいずれも廃止当時のままとする。【】内は共同運行会社。

### 一般路線
- 木22：木更津駅西口 - 東高前 - 畳ヶ池 - 西山 - 高柳三角 - 住吉四角 - 小櫃橋 - 袖ヶ浦駅南口 - 高須入口 - 奈良輪大木戸 - 蔵波台 - 長浦駅前五丁目 - 長浦駅
- 木23：木更津駅西口 - 東高前 - 畳ヶ池 - 西山 - 高柳三角 - 住吉四角 - 高柳 - 巖根農協 - 巌根駅 - 自衛隊前 - 江川 - 航空隊前 - 中央一丁目 - 木更津駅西口
- 木32：木更津駅西口 - 東高前 - 畳ヶ池 - 西山 - 高柳三角 - 住吉四角 - 小櫃橋 - 袖ヶ浦駅南口

木更津駅から高柳方面に向かう路線群で、木22は袖ヶ浦駅を経て長浦駅へ向かう長距離路線、木23は巌根駅から木更津駅へ戻る循環路線である。高柳停留所は経路の関係から木22は停車しなかった。2012年（平成24年）3月21日のダイヤ改正では平日早朝1往復を除いた全便が袖ヶ浦駅折返しとなり、同時に全便が住吉経由へ変更された。2017年（平成29年）4月1日に木22・23が廃止され、2020年（令和2年）3月1日のダイヤ改正で木32が廃止された。現在は巌根駅発着の木24（木更津駅西口 - 巌根駅）のみが運行される。
- 木45：木更津駅西口 - 中央一丁目 - 中島郵便局 - 金田東四丁目 - 三井アウトレットパーク（急行）
- 木46：袖ヶ浦駅北口 - 金田中島東 - 金田東四丁目 - 三井アウトレットパーク（急行）

木45・46は急行系統で記載停留所のみ停車していた。早朝および深夜の運行に限定されて利用者が定着せず、現在は運行していない。
- 木47：木更津金田バスターミナル - 金田東四丁目 - 三井アウトレットパーク - 袖ケ浦バスターミナル
- 木49：木更津金田バスターミナル - 金田東四丁目 - 三井アウトレットパーク

2012年（平成24年）4月12日に日東交通との共同運行として新設されたが、2019年（令和元年）9月1日に日東交通が撤退して以降は小湊鉄道の単独運行だった。2020年（令和2年）3月1日のダイヤ改正で廃止された。
- 長01：長浦駅 - 槇の実特別支援学校前 - のぞみ野ターミナル - のぞみ野南【日東交通】

2000年（平成12年）5月1日に木更津の管轄路線として新設された。2010年（平成22年）7月に姉崎に移管され、2017年（平成29年）11月に再び木更津に戻されたが、2018年（平成30年）6月24日に姉崎へ再移管された。
- 長02：姉ヶ崎駅西口 - 別荘下 - 代宿団地 - けやき台 - 浜宿団地 - 長浦駅
- 長03：代宿団地 - けやき台 - 浜宿団地 - 長浦駅
- 長05：代宿団地 - けやき台 - 浜宿団地 - 長浦駅 - 蔵波台 - 今井 - 高須入口 - 袖ケ浦駅南口 - 袖ケ浦バスターミナル

2012年（平成24年）3月21日のダイヤ改正で3路線とも姉崎へ移管された。この路線の移管によって木更津車庫（当時）から市原市への乗り入れ路線が消滅した。

### 高速路線
- 袖ヶ浦駅 - 高速金田 - 海ほたる - 浮島バスターミナル - 川崎駅【日東交通・東京ベイサービス・川崎鶴見臨港バス・川崎市交通局・京浜急行電鉄】

1999年（平成11年）に袖ケ浦市の要望によって新設された。日東交通・東京ベイサービス・川崎鶴見臨港バス・川崎市交通局・京浜急行電鉄との6社共同運行による運行だったが、2002年（平成14年）11月1日に廃止された。
- 木更津駅西口 - 木更津金田バスターミナル - 市原鶴舞バスターミナル - 成田空港【日東交通・京成バス】
- 木更津駅西口 - 木更津金田バスターミナル - 三井アウトレットパーク - 市原鶴舞バスターミナル - 成田空港【日東交通・京成バス】
- 君津駅南口 - 君津バスターミナル - 市原バスターミナル - 成田空港【日東交通・京成バス】

上記3路線は2013年（平成25年）4月28日に新設されたが、僅か1年後の2014年（平成26年）7月23日に全て廃止された。
- 王子駅 - 三井アウトレットパーク【東京バス】

2020年（令和2年）12月23日に新設されたが、小湊鉄道の担当便は王子駅発の1便のみだった。2023年（令和5年）3月27日に廃止された。
- 木更津駅西口 - 三井アウトレットパーク - 南町田グランベリーパーク駅 - 相模大野駅北口 - 町田バスセンター【神奈川中央交通】

2017年（平成29年）12月16日に木更津駅西口 - 三井アウトレットパーク間が延伸された。新型コロナウイルス感染拡大のために2021年（令和3年）8月からは土曜・休日の運行へ減便されたが、2023年（令和5年）3月27日に廃止された。
- 三井アウトレットパーク - センター北駅 - たまプラーザ駅（土休日のみ）

2024年（令和6年）5月末で運行終了（最終運行は5月26日）。

## 車両
いすゞ自動車・日野自動車・日産ディーゼル（UDトラックス）・三菱ふそうの国内4メーカーと現代自動車の車両が配置されている。
一般路線用は大型車としていすゞ・エルガ、日野・ブルーリボン、日野・レインボーなどの主要車両が導入されているが、日産ディーゼルに関しては中型車としてのみスペースランナーRMが導入されている。いすゞ車は中型車としていすゞ・エルガミオも導入されている。
高速路線用車は主力車両としていすゞ・ガーラや日野・セレガが導入され、三菱車として三菱ふそう・エアロエース、現代自動車製のヒュンダイ・ユニバースが在籍する。

## 注記